# Maracaibosjön

Lägeskarta för Maracaibosjön

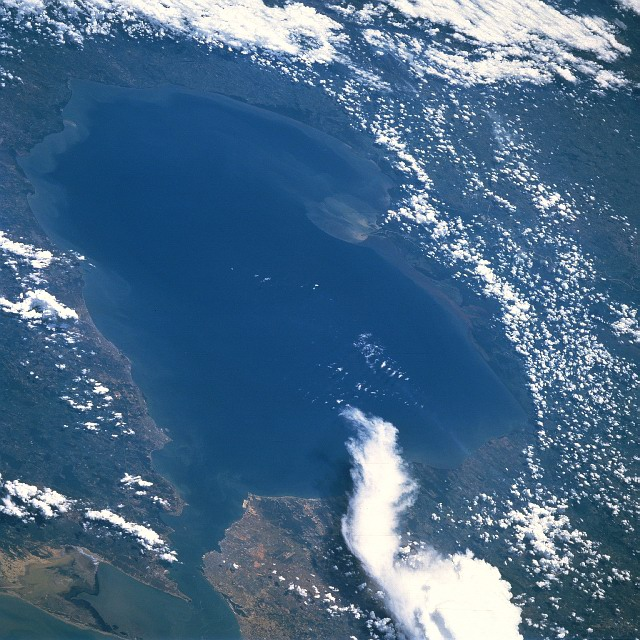
Bild av sjön tagen från rymdskyttelexpedition STS-51-I

Maracaibosjön (spanska: Lago de Maracaibo) är en 13 000 kvadratkilometer stor havsvik med bräckt vatten i nordvästra Venezuela, ibland oegentligt kallad Sydamerikas största sjö. I norr förbinds Maracaibosjön genom ett 54 kilometer långt sund med Venezuelabukten som leder vidare till Karibiska havet och Atlanten. Dess viktigaste tillflöde är Catatumbofloden men även andra betydande floder strömmar till från Anderna. 
Den 250 meter djupa Maracaibosjön ligger mitt i den oljerika Maracaibosänkan, vars fyndigheter är en av Venezuelas viktigaste inkomstkällor och den främsta orsaken till de kraftiga föroreningarna i viken. Havsviken är den viktigaste sjövägen till hamnstäderna Maracaibo och Cabimas på var sin sida om sundet i norr. General Rafael Urdaneta-bron (Puente General Rafael Urdaneta) förbinder staden Maracaibo med resten av Venezuela.

## Historia
Upptäckt
Den första europén som upptäckte Maracaibosjön var Alonso de Ojeda 1499. Lokala bosättningar på sjön gav senare upphov till namngivningen av hela landet. Venezuela är spanska för 'Lilla Venedig', och namngivaren Amerigo Vespucci påmindes om sin egen hemstad.
Kollisionen 1964
Den 6 april 1964 fyllde supertankern "Esso Maracaibo" sina tankar med 236 000 fat råolja och påbörjat sin färd uppför kanalen. Fartyget drabbades därefter av ett elhaveri och förlorade styrförmågan. Klockan 23:45 kolliderade fartyget med en av den då två år gamla Urdaneta-brons pelare. 259 meter av brons vägbana kollapsade över fartyget varpå fyra fordon körde av bron och sju personer omkom. Ingen skadades ombord på fartyget som klarade sig från eld respektive oljeutsläpp.
Andmatsblomning
2004 täcktes tolv procent av Maracaibosjöns yta av andmat. Andmat är en flytande sötvattensväxt som kan fördubbla sin volym på två dagar. Blomningen kan vara en effekt av oljeutsläpp och föroreningar tillsammans med ökad nederbörd som reducerat salthalten i havsviken. 
De biologiska effekter som detta förde med sig kan man se idag. Där en minskad biologisk mångfald till följd av utsläppen av oljan, tillsammans med andmatsblomning som har gjort miljön mer syrefattig och därmed bidragit till en stor bottendöd på flera ställen längs viken.
Försöken att rensa Maracaibosjön kostar Venezuela två miljoner dollar om året. Landets statsägda oljebolag har upprättat en fond på 750 miljoner dollar i samma syfte. Eftersom man framför allt inriktar sig på att avlägsna andmat som syns från land får växten gott om tid att växa till sig i mitten av viken. Andmat upptog uppskattningsvis 130 miljoner kubikmeter av Maraciabosjöns vatten år 2004. Växten har hittills bara påverkat det marina livet i viken i ringa omfattning men ställer till stora problem för fiskebåtar.